# Pré de l'Asphodèle
Pour les articles homonymes, voir Asphodèle (homonymie).

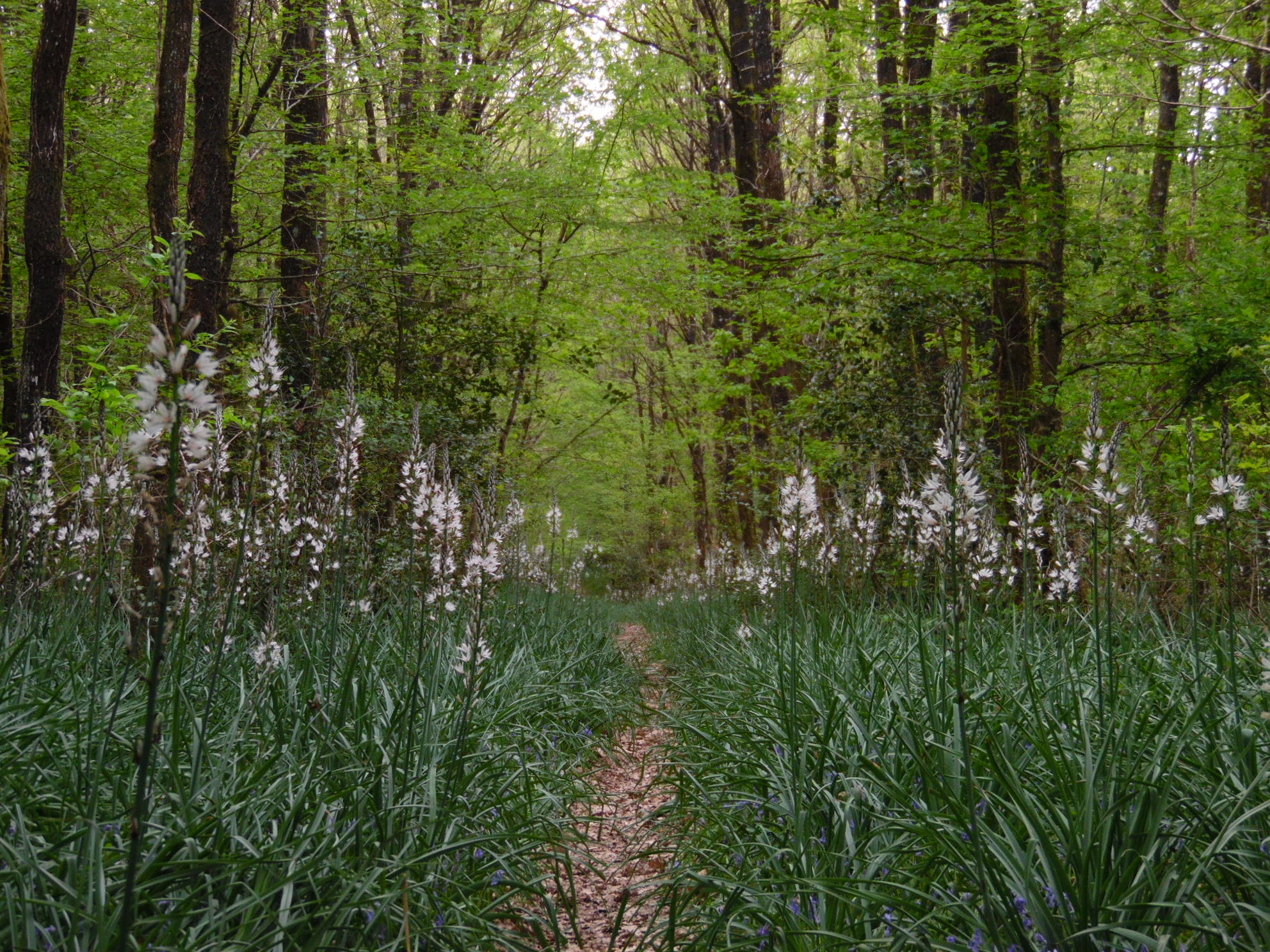
Une prairie d'asphodèles blancs (dans la forêt de Mervent-Vouvant).

Dans la mythologie grecque, le pré de l’Asphodèle ou prairie de l’Asphodèle (parfois appelé champ de l’Asphodèle ou plaine des Asphodèles) est un lieu du royaume des morts grecs. C’est l’endroit où séjournent la plupart des fantômes des morts, qui y mènent une existence in-substantielle et sans objet. Ce sont les âmes qui n'ont commis ni crime, ni action vertueuse qui y séjournent. Les âmes des défunts y séjournent éternellement sans but. Cette prairie est mentionnée trois fois dans l'Odyssée : deux fois lors de la Nékyia d'Ulysse (Odyssée, XI, v. 539 et v. 573), et une dernière fois lorsque les âmes des prétendants sont conduites par Hermès aux Enfers (Odyssée, XXIV, v. 13). Cette prairie n'est pas décrite et son existence n'est pas expliquée par Homère. On trouve une prairie d'asphodèle également dans l'Hymne homérique à Hermès et, plus tardivement, chez Lucien de Samosate.

## Histoire et origines
L'origine de la prairie d'asphodèle n'est pas connue. Les commentateurs d'Homère eux-mêmes ne savaient pas d'où venait cette prairie et quelle symbolique il fallait lui conférer. Certains proposaient de remplacer par "prairie de cendres", ce qui, en grec, constitue presque une homonymie ; ils transforment donc l'expression homérique κατ' ἀσφοδελὸν λειμῶνα en κατὰ σποδελὸν λειμῶνα.
Certains chercheurs rattachent la prairie d'asphodèle aux Champs Élysées, bien que chez Homère les deux lieux ne soient pas liés : la plaine élyséenne (Ἠλύσιον πεδίον) et la prairie d'asphodèle (ἀσφοδελός λειμών) pourraient être de même origine.

## Culture populaire
- Dans le jeu vidéo God of War: Chains of Olympus sur PSP, le joueur (incarnant le personnage de Kratos) traverse les Ruines de l'Asphodèle lors de son périple aux Enfers.
- Dans le jeu vidéo Assassin's Creed Odyssey, dans le DLC Le Sort de l'Atlantide, les Champs d'Asphodèle sont une région de la simulation de l'Élysée, que le joueur emprunte pour rejoindre l'acropole de Perséphone.
- Dans le jeu vidéo Hades de Supergiant Games, le second palier de jeu se situe dans les plaines d'Asphodèle, après avoir visité le Tartare et avant l'Élysée[4] .
- Dans les séries de livres Percy Jackson, Héros de l'Olympe et Les Travaux d'Apollon de Rick Riordan, où les demi dieux descendent à plusieurs reprises aux Enfers.
- Dans la série de livres Hadès et Perséphone[5], il est décrit comme une ville où les âmes vivent la plupart du temps

## Source
- Homère, Odyssée [détail des éditions] [lire en ligne] (XI).